# 박대영 (바둑 기사)
박대영(朴大榮, 1994년 2월 15일 ~ )은 대한민국의 바둑 기사이다.

## 약력
2005년 고양시장배에서 준우승을 차지하고 2006년 이붕배와 고양시장배에서 우승했다. 2013년 프로에 입단하였고, 2016년 12월 2단으로 승단했다.